# Aleksandar Raković
Aleksandar Raković (serbisch Александар Раковић) (* 13. April 1968) ist ein serbischer Leichtathlet.

## Erfolge im Gehen (50 km)
Seine Hauptdisziplin ist das 50-km-Gehen. Über diese Strecke erreichte er 1995 – noch für Jugoslawien startend – bei den Leichtathletik-Weltmeisterschaften in Göteborg (Schweden) mit Rang sechs seine beste internationale Platzierung. 1996 wurde er Elfter bei den Olympischen Spielen in Atlanta (USA). Bei den Weltmeisterschaften 2001 in Edmonton (Kanada) kam er auf den 21. Platz.

## Erfolge im Gehen (10 km)
Von 1991 bis 1997 wurde er jeweils Landesmeister im 10-km-Gehen.
Er qualifizierte sich auch für die Olympischen Spiele 2008 in Peking (China) über diese Distanz, nahm aber nicht am Wettkampf teil.